# 13181 Peneleos
13181 Peneleos eller 1996 RS28 är en av asteroid upptäckt 11 september 1996 av Uppsala-DLR Trojan Survey vid La Silla-observatoriet. Asteroiden har sin omloppsbana i Jupiter-Solen-systemets lagrangepunkt L4 tillsammans med andra asteroider i gruppen kallad grekiska lägret. Likt andra av Jupiters trojanska asteroider har den fått namn efter en person från Trojanska kriget. Peneleos ska ha varit ledare för provinsen Boiotien i Antikens Grekland och var en av de som fanns inne i den trojanska hästen.